# Dunitová skalka
Dunitová skalka je přírodní rezervace v Sedlicích, okres Prešov, se nachází v nadmořské výšce 500 metrů. Úřadně byla zřízena roku 1964 a má plochu 0,35 hektaru. Její význam spočívá ve výskytu vzácné horniny dunit (Peridotit – hlubinná vyvřelá hornina obsahující převážně olivín, malé množství pyroxenu, amfibolu, biotitu, augitu, magnetitu a jiné), s typickými hadcovými rostlinnými společenstvími. Roku 2011 byl v této lokalitě zřízena naučná stezké.

## Charakteristika
Přírodní rezervace Dunitová skalka je výjimečná díky své geologické stavbě. Její plošná výměra je 0,35 ha a nachází se na části parcely číslo 950. Pro její území platí 4. stupeň územní ochrany. Ochranné pásmo přírodní rezervace je 100 m široký pás území okolo vnější hranice přírodní rezervace a platí v něm 3. stupeň ochrany. Významná je výskytem dunitu – na olivín bohatého peridotitu, na mnohých místech serpentizovaného. Dunit je typickou horninou zemského pláště a je znám především z oceánských oblastí. Dunitové těleso o rozměru asi 350–400 m × 500–600 m a hloubce asi 100 až 150 m leží v paleogenních sedimentech a představuje zřejmě sklouznutý olistolit ve vnitrokarpatské paleogenní pánvi.
Na takové podloží, tvořené ultrabazickými horninami, se vážou specifické rostlinné druhy – serpentinofyty. V přírodní rezervaci rostou dva nejvzácnější druhy těchto rostlin a to sleziník hadcový (Asplenium cuneifolium) a sleziník nepravý (Asplenium adulterinum). Dále tu byl zjištěn výskyt osladiče obecného (Polypodium vulgare). Všechny tyto kapradiny rostou ve štěrbinách skal vystupující hadcové horniny. Zánik této specifické flóry by mohla způsobit sukcese borovice v chráněném území.

## Historie
Podle místního, šarišského názvosloví, oblast této lokality místní poznají především jako „Kamena“ – charakterizující tento kamenný kopec.
První zdokumentovaná zmínka o této lokalitě sahá až do roku 1869, když v rámci výzkumu a geologického mapování vykonal první vědecký výzkum významný slovenský geolog 19. století Dionýz Štúr. V pozdějším období se výzkumu věnoval Bohuslav Cambel.

## Naučná stezka
Naučná stezka, která byla odevzdána do užívání roku 2011 má 8 stanovišť. Její převýšení je asi 70 metrů a délka 2 300 až 2 400 metrů. Stezka prochází územím přírodní rezervace, které je i územím evropského významu. Proto tu při ochraně přírody a krajiny platí 4. a 3. stupeň ochrany. Z toho důvodu se návštěvníci této lokality smí pohybovat jen po vyznačené trase a nesmí se zde sbírat lesní plody, rostliny, živočichy a horniny.
Po celé trase jsou umístěné panely. Panel č. 1 obsahuje základní údaje, panel č. 2 všeobecné údaje o obci Sedlice, panel č. 3 je věnován ochraně přírody, panel č. 4 je věnován botanice krajiny, panel č. 5 přibližuje okolní krajinu, panel č. 6 je zaměřen na zoologii a les, panel č. 7 přibližuje geologii území a panel č. 8 poděkování návštěvníkům.

## Naučná stezka – fotogalerie

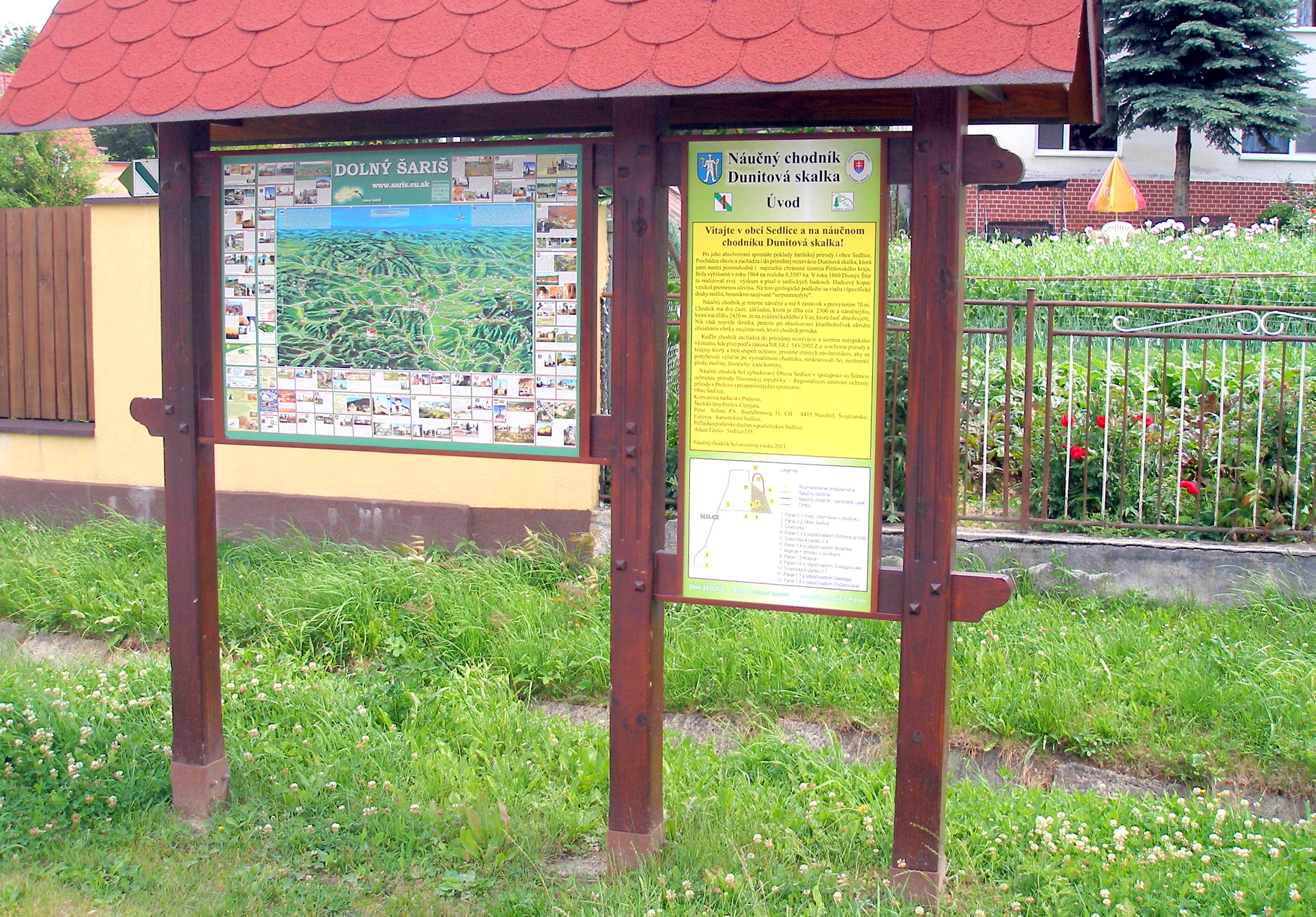
Panel číslo 1
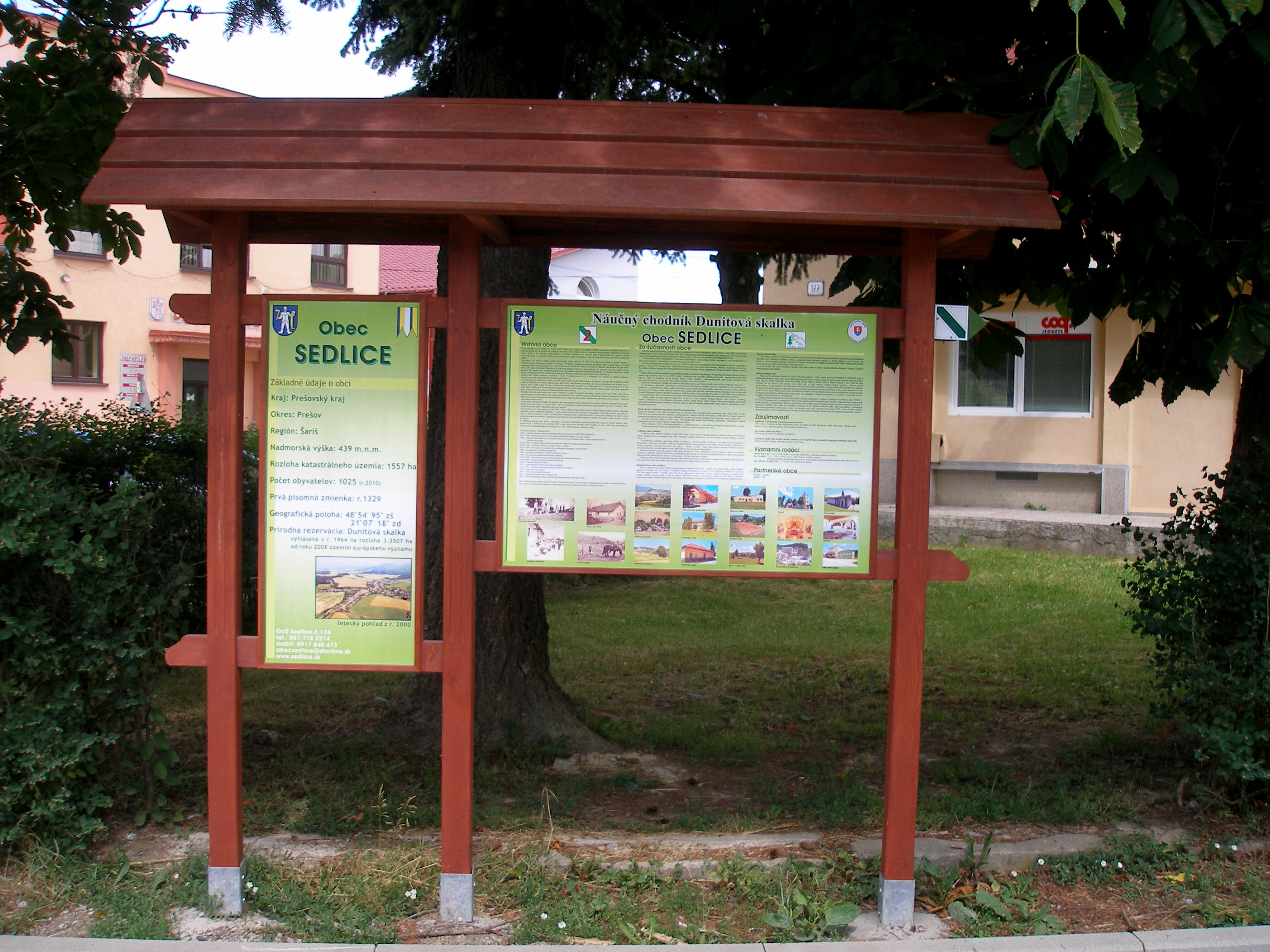
Panel číslo 2
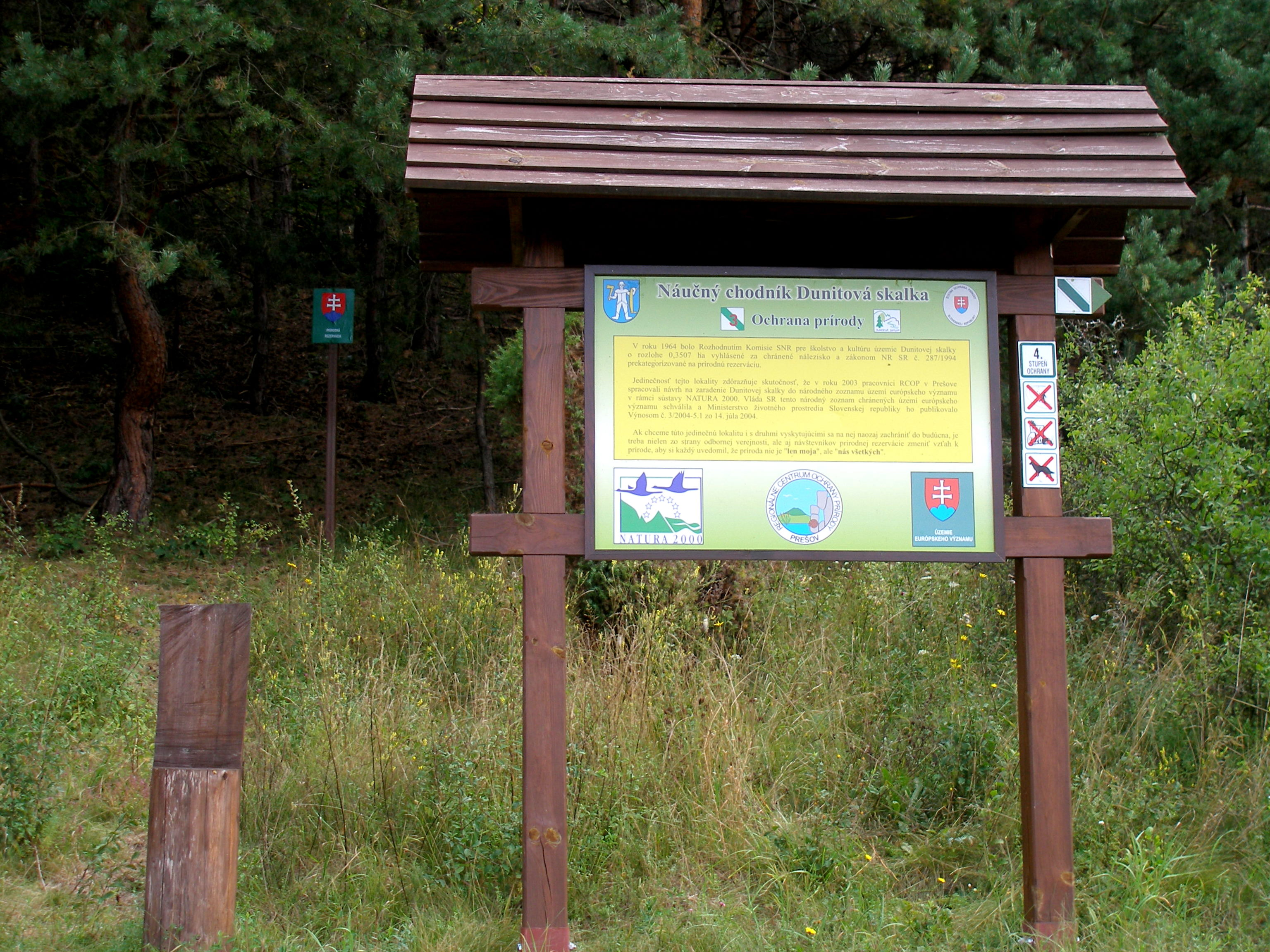
Panel číslo 3
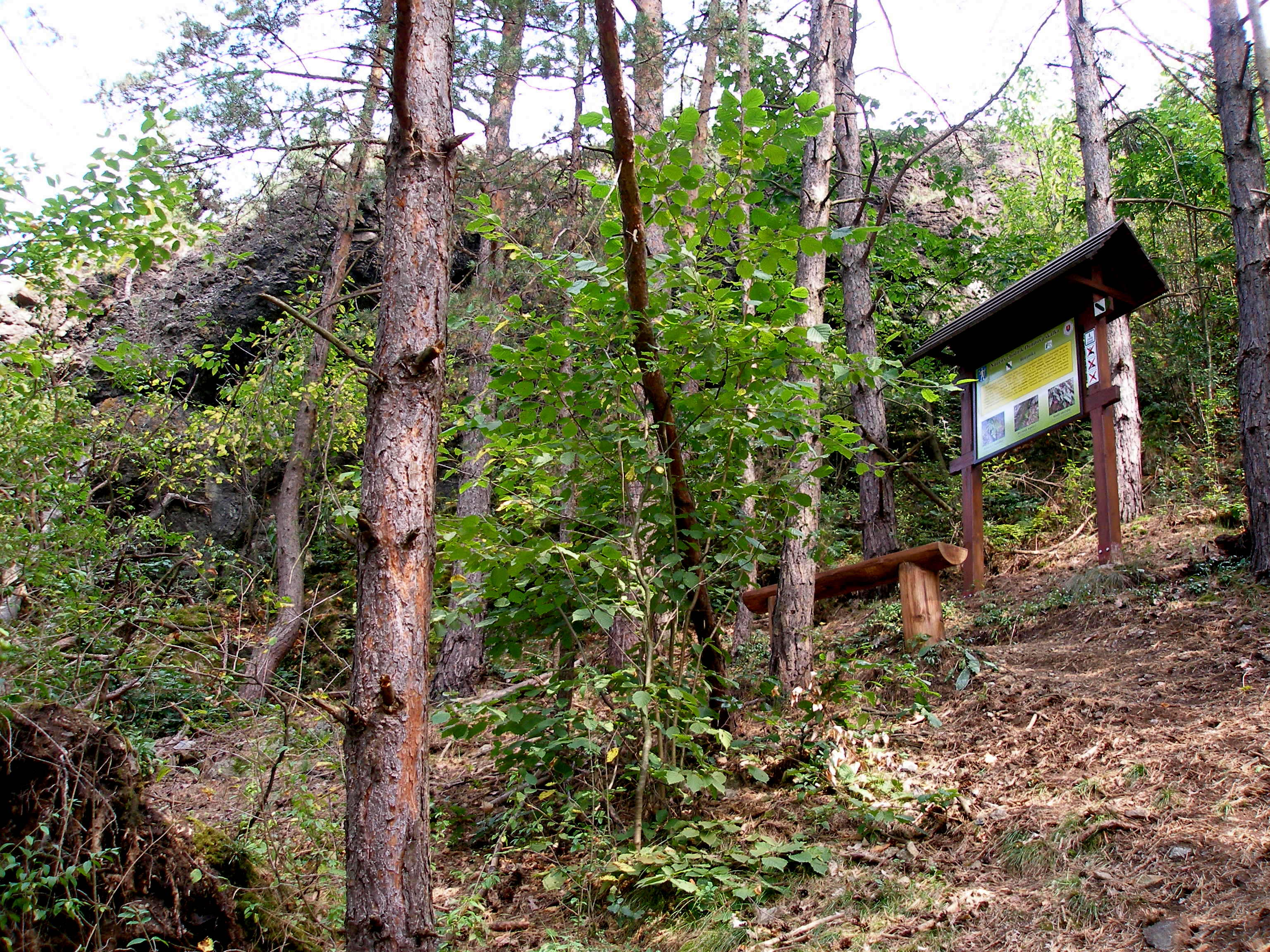
Panel číslo 4
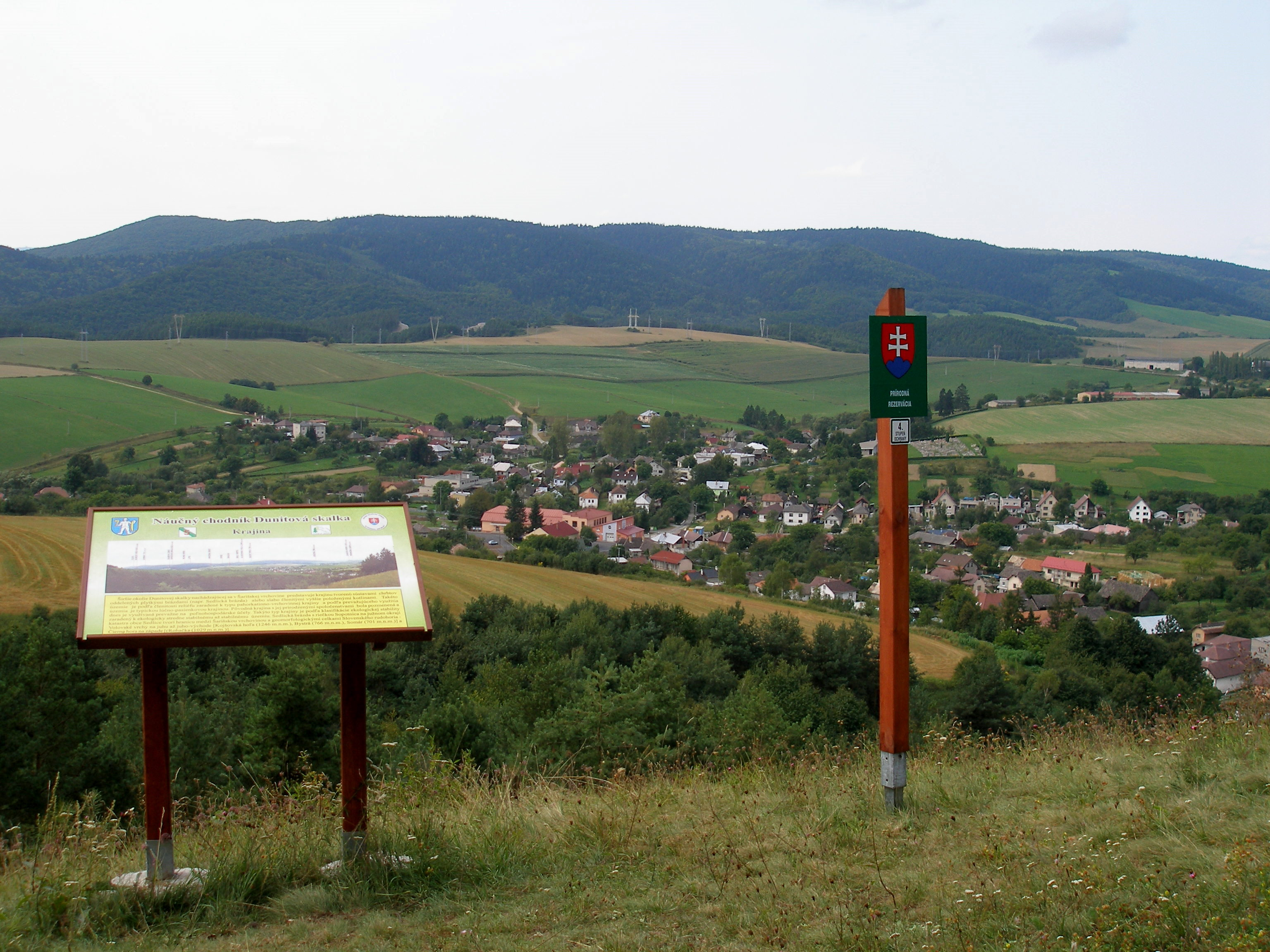
Panel číslo 5
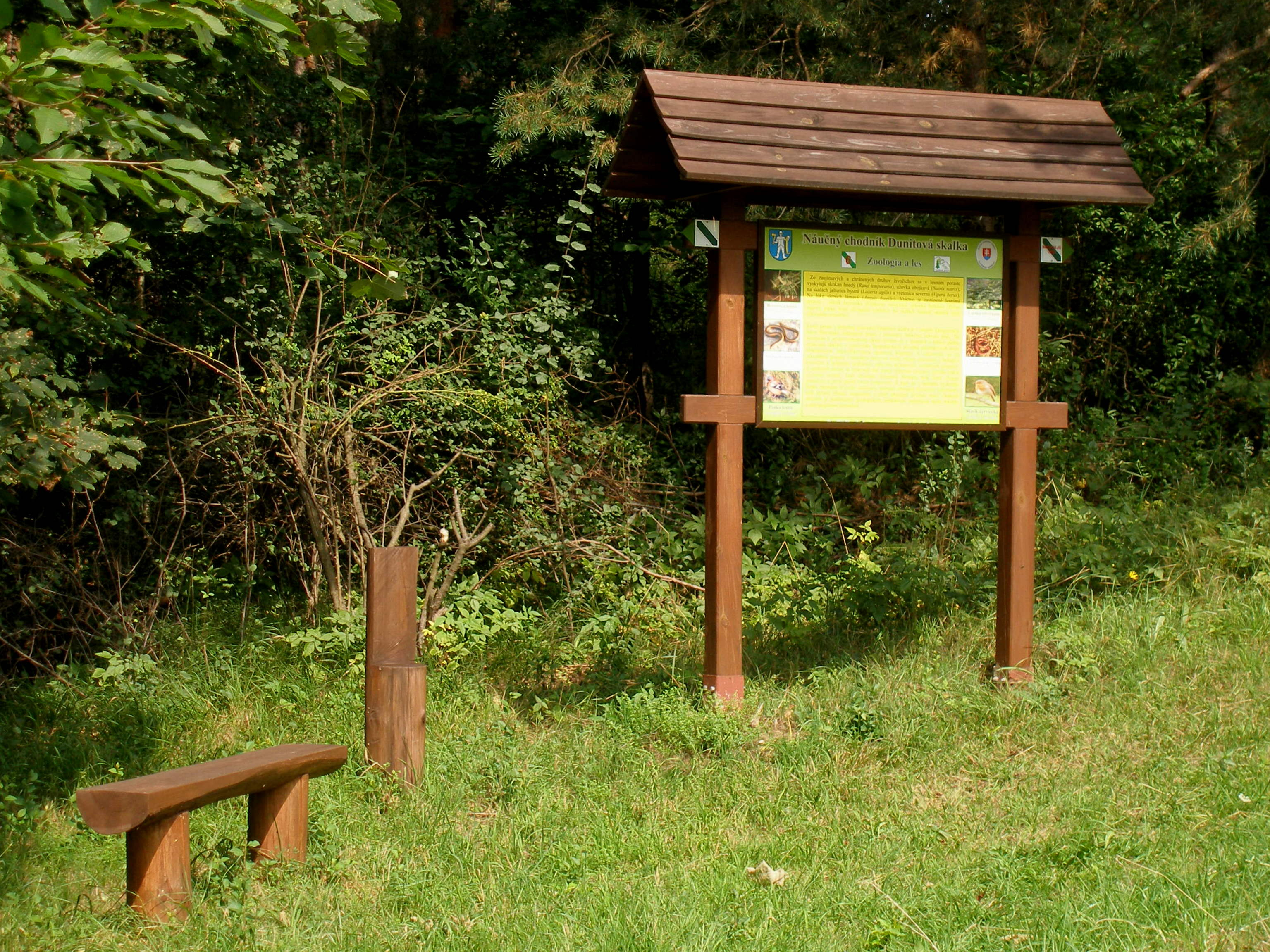
Panel číslo 6
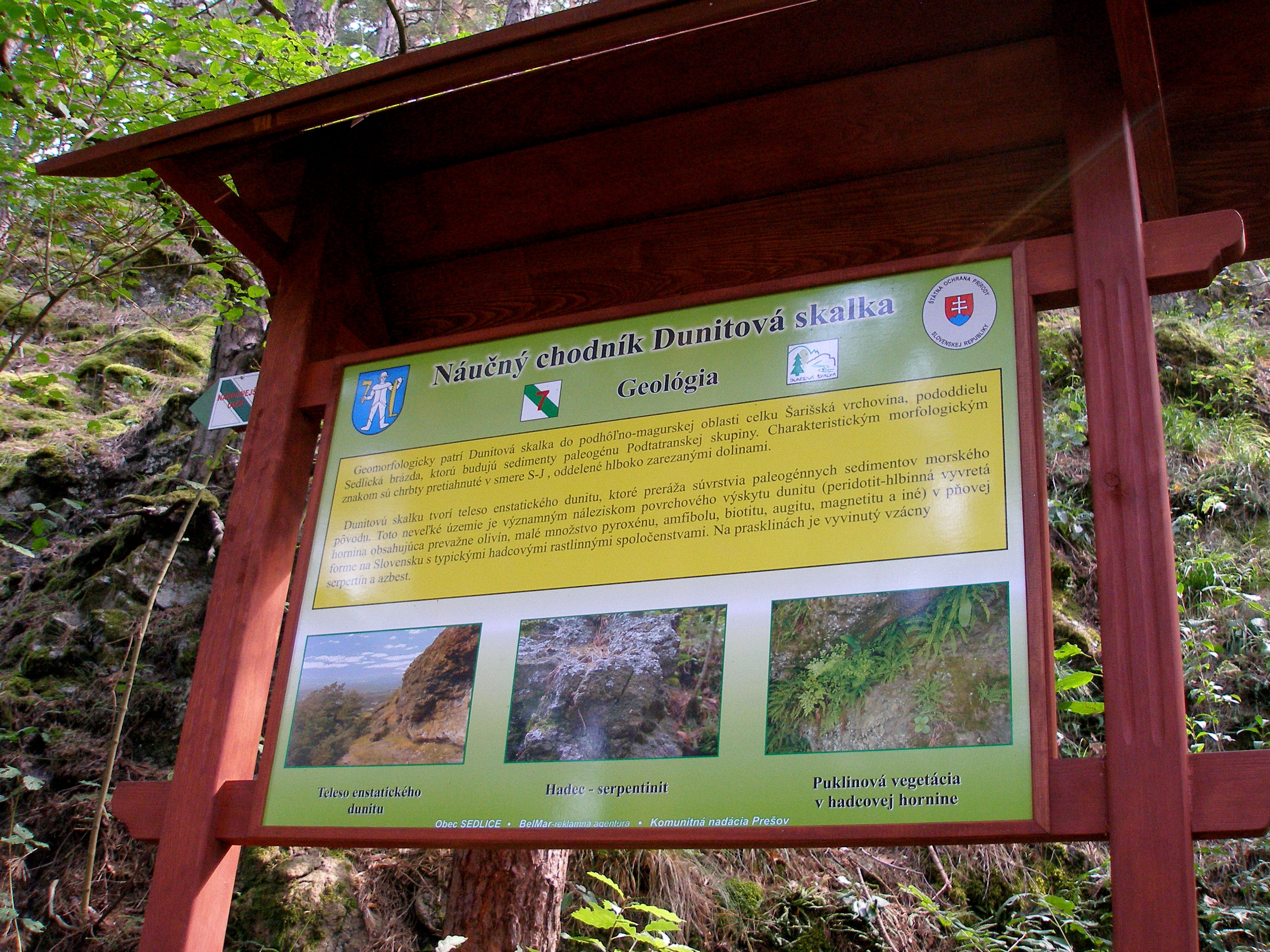
Panel číslo 7
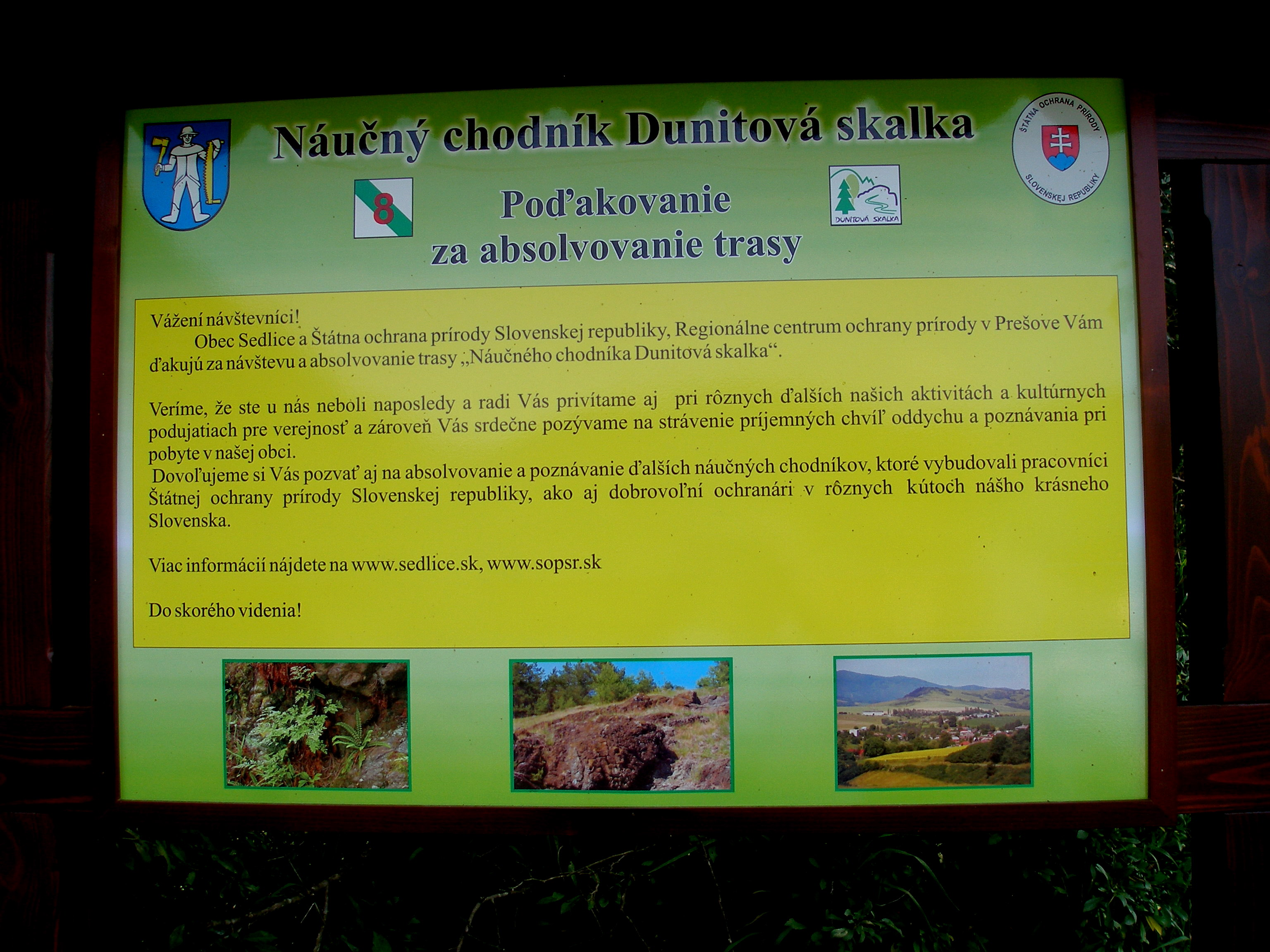
Panel číslo 8